# 隆布敦

隆布敦長老

隆布敦長老（英語：Phra Ajaan Dune Atulo，1888年—1983年），又译阿姜敦-阿图罗、阿姜顿、隆普敦、隆波敦，是尊者阿姜曼最早期的弟子之一，泰国林居传统传承，继尊者阿姜曼之后为近代泰国公认的阿罗汉，与尊者阿姜查，为阿姜曼尊者成就最大的两个弟子。

## 生平
隆布敦于1888年10月4日出生在泰国素輦府乡村。在兄弟姐妹5人（二男三女）中排行老大，他从小就养家谋生，早年曾经当过府城剧院演员。22岁时就想出家，但家裡不想失去这份劳力和收入来源，在其的强烈要求下，父亲有条件的答应，如果他出家，必须像他的祖父一样做到住持。1910年，隆布敦于素林省詹蓬素塔瓦寺出家，经过6年的修行，尊者对城市比丘的无知失望透顶，决定去自行去寻找真理，這時他便前往乌汶府一所研经寺院修学数年，在乌汶府结交了阿姜辛-堪提迦摩，于是在法宗派重新受戒。不久两人遇见了阿姜曼。当时阿姜曼多年游方之后刚回泰东北，在附近一所寺院里度雨安居。两人前去听他说法，深受其教导与举止的影响，于是放下经典研习，成了阿姜曼最早的两位弟子，隆布敦曾在其老师阿姜曼指导下在泰国与高棉的山林间行头陀19年。后来因为当时隆布敦長老已极其有名，很多人去拜见他，请教他，但他雨安居留住的偏僻寺院往往交通不便。隆布敦長老接到僧团上座的指示，领导素辇府一座研经与禅修并重的寺院，于1934年接受了这个座落于市中心的布拉帕寺住持职务。并那里直到1983年圆寂。

## 著作
隆布敦長老的開示少之又少，這是因為他從來不作正式的講演和長篇談話。他只傳授禪定、訓誡弟子、解答疑問、或者與其他長老談論佛法。他的話簡短、謹慎、中肯。 儘管隆布敦長老平時不願說，盡可能少說，他的表達方式敏捷、銳利、從不失準頭。他的言辭簡短，富有內涵，每句話訊息完整。好似他對聽者施了催眠術，迫得他們用自己最深的明辨久久思索他的微言。和佛陀一样，尊者只教导苦和苦的止息。尊者唯一流传下来的开示被整理成册，书名《法语微言》。 本書諸段落所包含的教導，有的平凡、有的幽默、有的寓涵至高的清淨真諦。